# Luperc de Beirut
Luperc de Beirut, en llatí Lupercus, en grec antic Λούπερκος, fou un expert gramàtic grec de Berytus (Beirut) que va viure sota l'emperador romà Claudi II el Gòtic o potser una mica abans, sota l'emperador Gal·liè que va regnar del 253 al 268.
Al Suides s'indiquen com a obres seves:
- Περι τοῦ ταώς, Sobre el paó
- Περὶ τῆς καριδος, Sobre les gambetes
- Περὶ τοῦ παρὰ Πλάτωνι ἀλεκτρυόνος, Sobre el gall de Plató
- Κτίσις, Sobre la fundació d'Arsínoe a Egipte
- Ἀττικαὶ λέξες, Sobre el dialecte àtic
- Τέχνη γραμματική, Sobre regles gramaticals

I tretze llibres sobre els gèneres masculí, femení i neutre que l'enciclopèdia Suides diu que sobrepassaven els d'Herodià en molts aspectes.